# 나카노사카에역
나카노사카에역(일본어: 中野栄駅, なかのさかええき)은 일본 미야기현 센다이시 미야기노구에 있는, 동일본 여객철도의 철도역이다.

## 역 구조
2면 2선 구조의 고가역이다.

### 승강장
| 1 | ■ 센세키 선(하행) | 혼시오가마·이시노마키 방면 |
| 2 | ■ 센세키 선(상행) | 센다이·아오바도리 방면     |

## 역세권 정보
- 국도 제45호선

## 역사
- 1981년 4월 1일: 영업 개시.
- 1987년 4월 1일: 민영화에 따라 동일본 여객철도의 소속이 되었다.
- 2003년
  - 1월 23일: 자동 개찰 도입.
  - 10월 26일: 스이카 도입.
- 2015년 3월 21일: 엘리베이터 사용 개시.

## 인접역
| 동일본 여객철도 ■ 센세키 선    | 동일본 여객철도 ■ 센세키 선 | 동일본 여객철도 ■ 센세키 선 |
| ------------------------------ | --------------------------- | --------------------------- |
| 리쿠젠타카사고 아오바도리 방면 | ■ 보통                      | 다가조 이시노마키 방면      |